# La Mata (Mura)
La Mata és un mas al sud tant del coll d'Estenalles (870,4 m) com del terme de Mura (el Bages). És a una elevació d'uns 912 m. Està catalogat a l'Inventari del Patrimoni Arquitectònic de Catalunya.

## Arquitectura
Masia amb edificacions annexes. La casa principal és de planta rectangular i coberta a dues vessants. Un barri tanca el mas per la cara de ponent. Consta de planta baixa i dos pisos. Les obertures, no gaire grans, es disposen regularment al llarg dels murs. Cal distingir dues parts al mas, fruit de dues etapes constructives. L'entrada secundària és d'estructura rectangular i de llinda, i la principal, orientada a migdia, és també rectangular però amb arc lleugerament escarser. L'aparell és molt irregular, amb alguns trossos d'obra barrejats entre els carreus i algunes parts dels murs amb arrebossat. Una barbacana recorre la teulada. Al sud-oest hi ha una masoveria petita amb coberta a doble vessant. Al costat sud de la casa hi ha un antic pou de glaç convertit en cisterna. A la banda nord, sobre un turó, hi ha la capella del mas de Sant Jaume de la Mata. A l'interior de la casa es conserva l'estructura general, en la que es poden observar les sales centrals que articulen els espais dels dos pisos, la cuina amb una important campana semicircular del foc, una pica rentamans, i el cos de l'escala central.

## Història
Els propietaris del mas asseguren que la casa està documentada des del segle xii (1150). A mitjans del segle xix l'hereu de la masia de la Mata, Francesc Mata de la Barata i Guitart, va decidir traslladar, per raons bàsicament de seguretat, la residència familiar de la Mata a la vila de Terrassa, on va fer construir un habitatge urbà. Tot i així mantingué la propietat de la casa.
Va ser adquirit per la Diputació de Barcelona i rehabilitat parcialment el 1995. Actualment és un equipament de suport administratiu que facilita la gestió de l'espai protegit i la relació entre els ajuntaments dels municipis del parc natural i els seus habitants, així com amb els visitants del massís.